# Szajk, Baranya
Szajk este un sat în districtul Bóly, județul Baranya, Ungaria, având o populație de 859 de locuitori (2011). 

## Demografie
Componența etnică a satului Szajk
     Maghiari (66,11%)
     Germani (29,01%)
     Croați (3,59%)
     Necunoscut (0,55%)
     Romi (0,74%)
     Alții (0,55%)
Componența confesională a satului Szajk
     Reformați (4,19%)
     Fără religie (3,84%)
     Necunoscută (91,62%)
     Luterani (0,35%)
     Alte religii (0,58%)
Conform recensământului din 2011, satul Szajk avea 859 de locuitori. Din punct de vedere etnic, majoritatea locuitorilor (66,11%) erau maghiari, existând și minorități de germani (29,01%) și croați (3,59%). Apartenența etnică nu este cunoscută în cazul a 0,55% din locuitori. Nu există o religie majoritară, locuitorii fiind reformați (4,19%) și persoane fără religie (3,84%). Pentru 91,62% din locuitori nu este cunoscută apartenența confesională.